# يو إف سي 227
يو إف سي 227: ديلاشو ضد جاربرانت 2 (بالإنجليزية: UFC 227: Dillashaw vs. Garbrandt 2)‏ هو حدث لفنون القتال المختلطة نظمته يو إف سي، أُقيم في 4 أغسطس 2018، على ستيبلز سينتر في لوس أنجلوس، كاليفورنيا، الولايات المتحدة.